# Valerie Mahaffey

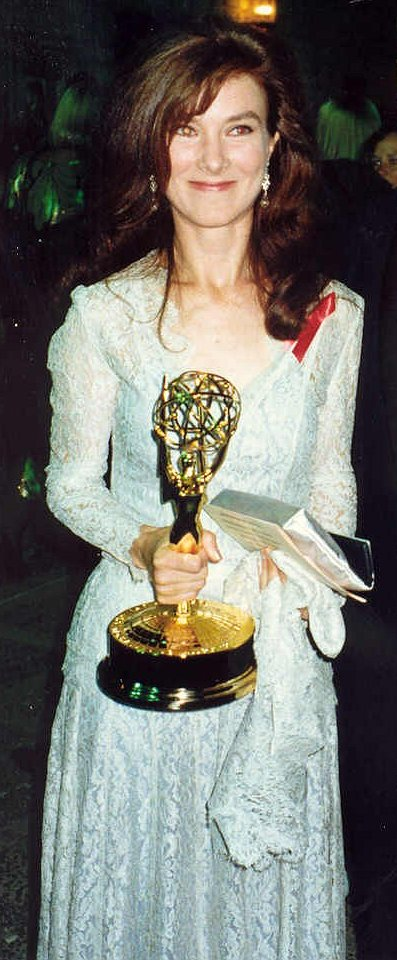
Valerie Mahaffey i samband med Emmy Awards, år 1992.

Valerie Mahaffey, född 16 juni 1953 på Sumatra i Indonesien (men uppvuxen i Austin i Texas), död 30 maj 2025 i Los Angeles i Kalifornien, var en amerikansk-kanadensisk skådespelerska och producent. Hon började sin karriär i NBC:s dagtidssåpa The Doctors (1979–1981), för vilken hon nominerades till en Daytime Emmy Award år 1980. Hennes mest framstående prestation var som Eve i Det ljuva livet i Alaska, en roll som gav henne en Primetime Emmy Award år 1992. Hennes mångsidiga talang och förmåga att porträttera excentriska och komplexa karaktärer gjorde henne till en älskad figur inom underhållningsindustrin.
Andra noterbara TV-roller som Mahaffey har haft, inkluderar Alma Hodge i Desperate Housewives, Victoria MacElroy i Young Sheldon, och Lorna Harding i Dead to Me. Hon medverkade också i filmer som French Exit (2020), där hon spelade Madame Madame Reynaud och nominerades till en Independent Spirit Award, samt Seabiscuit och Sully.
Mahaffey var gift med skådespelaren och regissören Joseph Kell, och tillsammans hade de en dotter, Alice. Hon gick bort den 30 maj 2025, efter att ha kämpat en längre tid mot cancer. Hennes död bekräftades av hennes publicist, Jillian Roscoe.

## Filmografi (i urval)
| År              | Titel                             | Roll                          | Noter                                                                                     |
| --------------- | --------------------------------- | ----------------------------- | ----------------------------------------------------------------------------------------- |
| 1979–1981       | The Doctors                       | Ashley Bennett                | Nominerad till en Daytime Emmy Award för bästa kvinnliga biroll i en dramaserie (1980)    |
| 1984            | Tales of the Unexpected           | Jane                          | Avsnittet "The Open Window"                                                               |
| 1986            | Krigets änglar                    | Lt. Katherine R. Grace        | TV-film                                                                                   |
| 1990            | Fader Dowlings mysterier          | Justine Hemmings              | Avsnittet "The Solid Gold Headache Mystery"                                               |
| 1990            | Quantum Leap                      | Mary Greely                   | Avsnittet "The Boogieman – October 31, 1964"                                              |
| 1991            | Skål                              | Valerie Hill                  | Avsnittet "Achilles Hill"                                                                 |
| 1991            | Ponnyexpressen                    | Lottie                        | Avsnittet "The Talisman"                                                                  |
| 1991            | Seinfeld                          | Patrice                       | Avsnittet "The Truth"                                                                     |
| 1991–1994       | Det ljuva livet i Alaska          | Eve                           | Vinnare av en Primetime Emmy Award för enastående kvinnliga biroll i en dramaserie (1992) |
| 1992            | Fortsätt drömma                   | Helen Harley                  | Avsnittet "Up All Night"                                                                  |
| 1992–1993       | Vita huset nästa?                 | Caitlyn Van Horne             | 21 avsnitt                                                                                |
| 1993–1996       | Vingar                            | Sandy Cooper                  | 3 avsnitt                                                                                 |
| 1994            | Lagens änglar                     | Andrea Rossoff                | Avsnittet "Cold Cuts"                                                                     |
| 1994            | Witch Hunt                        | Trudy                         | TV-film                                                                                   |
| 1995            | Full speed igen!                  | Miss Tracy Milford            |                                                                                           |
| 1996            | Singel i stan                     | Alicia Crawford-Lane          | Avsnittet "Caroline and the Therapist"                                                    |
| 1997            | Djungel till djungel              | Jan Kempster                  |                                                                                           |
| 1999            | Cityakuten                        | Joi Abbott                    | 4 avsnitt                                                                                 |
| 2000            | Ally McBeal                       | Dr. Sally Muggins             | Avsnittet "I Will Survive"                                                                |
| 2001            | That's My Bush!                   | Janet Rove                    | Avsnittet "Trapped in a Small Environment"                                                |
| 2001            | Vem dömer Amy?                    | Ms. Morlock                   | Avsnittet "The Unbearable Lightness of Being Family"                                      |
| 2001            | Vita huset                        | Tawny Cryer, anslagskommittén | Avsnittet "Gone Quiet"                                                                    |
| 2002            | Law & Order: Special Victims Unit | Brook Thornburg               | Avsnittet "Justice"                                                                       |
| 2003            | Seabiscuit                        | Annie Howard                  |                                                                                           |
| 2003            | Frasier                           | Peggy                         | Avsnittet "Maris Returns"                                                                 |
| 2004            | Brottskod: Försvunnen             | Bonnie Toland                 | Avsnittet "Shadows"                                                                       |
| 2006            | CSI: Crime Scene Investigation    | Dora Pomerantz                | Avsnittet "Happenstance"                                                                  |
| 2006–2007, 2012 | Desperate Housewives              | Alma Hodge                    | 9 avsnitt                                                                                 |
| 2007            | Private Practice                  | Marilyn Sullivan              | Avsnittet "In Which Charlotte Goes Down the Rabbit Hole"                                  |
| 2008            | Boston Legal                      | Mary Winston                  | Avsnittet "Mad About You"                                                                 |
| 2009            | United States of Tara             | Dr. Ocean                     | 7 avsnitt                                                                                 |
| 2010            | Hannah Montana                    | Ms. Jameson                   | Avsnittet "I'll Always Remember You"                                                      |
| 2010            | Raising Hope                      | Margine                       | Avsnittet "Meet the Grandparents"                                                         |
| 2011            | Jack and Jill                     | Bitsy Simmons                 |                                                                                           |
| 2011–2013       | Glee                              | Rose Pillsbury                | 3 avsnitt                                                                                 |
| 2012            | The Exes                          | Anne                          | Avsnittet "He's Gotta Have It"                                                            |
| 2013            | Monday Mornings                   | Fran Horowitz                 | 6 avsnitt                                                                                 |
| 2013            | Grey's Anatomy                    | Donna Kaufman                 | Avsnittet "Somebody That I Used to Know"                                                  |
| 2013, 2015      | Devious Maids                     | Olivia Rice                   | 8 avsnitt                                                                                 |
| 2014            | Kirstie                           | Victoria                      | Avsnittet "The Dinner Party"                                                              |
| 2014            | Hart of Dixie                     | Mae                           | 3 avsnitt                                                                                 |
| 2015            | Workaholics                       | Celeste                       | Avsnittet "Blood Drive"                                                                   |
| 2016            | Sully                             | Diane Higgins                 |                                                                                           |
| 2016            | The Mindy Project                 | Juliet                        | Avsnittet "So You Think You Can Finance"                                                  |
| 2017            | Mannen i det höga slottet         | Susan                         | Återkommande roll, 3 avsnitt                                                              |
| 2017–2020       | Young Sheldon                     | Ms. MacElroy                  | Återkommande roll                                                                         |
| 2019–2022       | Dead to Me                        | Lorna Harding                 | Återkommande roll, 9 avsnitt                                                              |
| 2020–2021       | Big Sky                           | Helen Pergman                 | Huvudroll (säsong 1)                                                                      |
| 2020            | French Exit                       | Madame Reynaud                | Nominerad till en Independent Spirit Award för bästa kvinnliga biroll                     |
| 2022            | Echo 3                            | Maggie Chesborough            | 3 avsnitt                                                                                 |